# Furia/Furia (versione orchestrale Papero Quack)
Furia/Furia (versione orchestrale Papero Quack)  è un singolo discografico di Mal e dell'Orchestra di Guido e Maurizio De Angelis, pubblicato nel 1977.

## Descrizione
Il brano era la prima sigla di coda del telefilm omonimo, scritto da Luigi Albertelli su musica e arrangiamento di Guido e Maurizio De Angelis, i fratelli meglio noti come Oliver Onions. Il disco fu un successo di vendite straordinario, tanto da raggiungere un 1 600 000 copie vendute in pochi giorni raggiungendo la prima posizione in classifica e risultando il diciottesimo singolo più venduto del 1977. Furia (versione orchestrale Papero Quack) è la versione strumentale del brano suonata dall'orchestra di Guido e Maurizio De Angelis. Il disco venne pubblicato con due copertine differenti, una nera con la foto in copertina di Mal e Furia e l'altra di colore rosa, col solo cavallo.

## Tracce
Lato A
- Furia - (Luigi Albertelli--Guido e Maurizio De Angelis)

Lato B
- Furia versione orchestrale Papero Quack) - (Guido e Maurizio De Angelis)

## Descrizione
Furia è stato inserito all'interno di diversi album e raccolte come Le canzoni di Furia (1977), Speciale Ragazzi (1977), W la TV (1987) e One Shot Telefilm (2009)